# Cekas
Cekas je zlitina železa, niklja in kroma. Po specifični upornosti se uvršča med uporovne materiale. Zaradi obstojnosti pri zvišanih temperaturah do okrog 1000 °C se uporablja za izdelavo uporovne žice za grelne elemente. 
Cekas žica je v uporabi pri modelarstvu za izrezovanje stiropora. Najdemo jo v električnih uporovnih grelnikih, sušilnikih in nastavljivih uporih. Angleški izraz za cekas je  Nichrome, tudi NiCr, nickel-chromium ali chromium-nickel.